# Intuïtionisme
Het intuïtionisme is een stroming die rond 1900 in de wiskunde opkwam en waarvan de Nederlandse wiskundigen L.E.J. Brouwer en Arend Heyting de belangrijke vertegenwoordigers waren. Zij werkten aan de grondslagen van de wiskunde en hebben geprobeerd een nieuw formeel systeem op te zetten.

## Intuïtionistische uitgangspunten
Grondvestend principe in het intuïtionisme is de menselijke ervaring van tijd. Hieruit volgt onder andere dat wiskundige objecten in de loop van de tijd worden geconstrueerd, in de menselijke geest. De tijd wordt hierbij als een stap-voor-stapproces gezien: 0, 1, 2, ...enzovoorts. De natuurlijke getallen 0, 1, 2, ...  worden op deze manier in onze gedachten geconstrueerd. {\displaystyle \mathbb {N} } wordt de verzameling van de natuurlijke getallen genoemd en kan worden geconstrueerd, behalve dat de constructie nooit klaar is, maar deze visie contrasteert daardoor met het klassieke oneindigheidsbegrip. In de klassieke wiskunde gaat men ervan uit dat ook oneindige verzamelingen zoals {\displaystyle \mathbb {N} } in een keer overzien kunnen worden.
Wiskundige objecten bestaan in het intuïtionisme alleen als ze in de loop van de tijd kunnen worden geconstrueerd en de enige wiskundig bewijzen die worden geaccepteerd zijn die waarin een dergelijke constructie wordt aangetoond. Dat wil zeggen, het intuïtionisme verwerpt de bewijsmethode van het bewijs uit het ongerijmde: indien aangenomen wordt dat iets niet bestaat en daaruit een tegenspraak volgt, geldt dat niet als een bewijs dat het bestaat. Immers, uit de tegenspraak volgt nog geen algoritme voor constructie.
Een voorbeeld hiervan is Brouwers beroemde dekpuntstelling uit de klassieke topologie. Bewezen kan worden dat het onmogelijk is om onder de voorwaarden van de stelling altijd een constructie van een vast punt te leveren. Hiermee is Brouwers dekpuntstelling intuïtionistisch niet bewijsbaar. Brouwer gaf wel intuïtionistische alternatieven voor zijn klassieke stelling.

## Intuïtionistische formele logica
De wet van de uitgesloten derde uit de klassieke logica geldt in de intuïtionistische logica niet. Deze regel, die sinds de klassieke oudheid in de wiskunde is toegepast, werd door Brouwer bestreden. Het eerste wiskundige model van het intuïtionisme werd in 1928 door Arend Heyting voltooid. Brouwer zelf was niet onder de indruk en noemde Heytings werk een steriele exercitie.
Intuïtionistische formele logica wordt veel in de informatica gebruikt. Een van de redenen hiervoor is dat algoritmische berekenbaarheid van wiskundige opgaven samenhangt met een bewijs van bestaan in de intuïtionistische logica. Een andere reden is dat correctheidsbewijzen van algoritmen via de intuïtionistische logica gemakkelijker verlopen.

## Constructieve wiskunde
Het blijkt mogelijk te zijn om uitgaande van de intuïtionistische axioma's een volwaardige wiskunde op te bouwen. Het enige intuïtionistische axioma dat niet in overeenstemming is met de klassieke wiskunde is het zogenaamde continuïteitsprincipe.
Vanwege de opmars van de computer is de interesse in de constructieve wiskunde, waar het intuïtionisme grotendeels toe wordt gerekend, de laatste decennia sterk toegenomen. Er is meer interesse in de berekenbaarheid van wiskundige opgaven en de constructieve wiskunde biedt hiervoor een passend kader.
Veel van de klassieke wiskunde is niet-constructief. Soms is dit essentieel, zoals wanneer de betreffende stelling intuïtionistisch onwaar is, soms is er een constructieve herformulering van de betreffende stelling mogelijk.